# Clément Novalak
Clément Novalak (Avignon, 2000. december 23. – )  francia-svájci autóversenyző, a 2019-es brit Formula–3-as bajnokság győztese.

## Pályafutása

### Gokart
Novalak 10 évesen Franciaországban kezdett el gokartozni. Több bajnokságot is megnyert, az elsőt 2015-ben, a WSK Super Master Series-t. Több helyen is versenyzett Európában: Franciaországban, Svédországban, Olaszországban és az Egyesült Királyságban is. 2014-ben Novalakot a korábbi gokart bajnok és Hitech Grand Prix alapító Oliver Oakes is támogatta.

### Toyota Racing Series
2018-ban debütált együléses autóban a Giles Motorsporttal. Két győzelmet szerzett a szezon során, a Teretongai és a Hampton Downsi futamokon, így az újonc szezonja végén az 5. helyen végzett.

### Formula Renault Európa-kupa
A Toyota Racing Series után Novalak leszerződött a Josef Kaufmann Racing csapathoz a 2018-as szezonra.

### Brit Formula–3-as bajnokság
Az első brit Formula–3-as szezonjában, 2018-ban a Carlinnal versenyzett. Az első versenyen egyből pole-pozícióba került az Oulton Parkban rendezett futamra, de a futamot nem tudta befejezni. A 8 versenyből álló szezonban 4 versenyen vett részt, a legjobb helyezése 4. volt. 18. helyezést ért el az év végi tabellán 120 ponttal, csak 2 ponttal lemaradva az összes futamon rajthoz álló svéd Arvin Esmaeili-től.
2019-ben az összes fordulóban versenyzett, ismét a Carlinnal. Két-két pole-t és győzelmet szerzett. Az utolsó forduló második versenyén a riválisával Johnathan Hoggarddal összeütköztek, ami azt jelentette, hogy mindkettőjük a hátsó régióban végeztek. Hoggard 15. helyen végzett, Novalak 12. helyen, ami 4 pontot ért, így ez is elég volt a bajnoki címhez, hiába nyerte meg ezután Hoggard az utolsó futamot.

### Formula–3
A brit Formula–3-as bajnoki címe után a Carlin felvitte Novalakot az FIA Formula–3-ba. 2020 februárjában hivatalosan is bejelentették, hogy náluk versenyzik a 2020-as szezonban, Cameron Das illetve Enaam Ahmed mellett. Az első dobogóját Ausztriában szerezte. Az év végi teszteken Catalunyában a Trident csapatánál autózott, a második nap reggelén a leggyorsabb kört is megfutotta.
A 2021-es szezonban a Carlintól a Tridenthez igazolt át. A szezon első versenyén, Barcelonában a második helyen végzett az ART Grand Prix versenyzője, az orosz Alekszandr Szmoljar mögött. A szezon utolsó előtti, zandvoorti fordulójában Novalak két második hellyel tért vissza a dobogóra. Az eredmények egységességének köszönhetően a 3. helyen végzett a pilóták ranglistájában, Dennis Hauger és Jack Doohan mögött.

### Formula–2

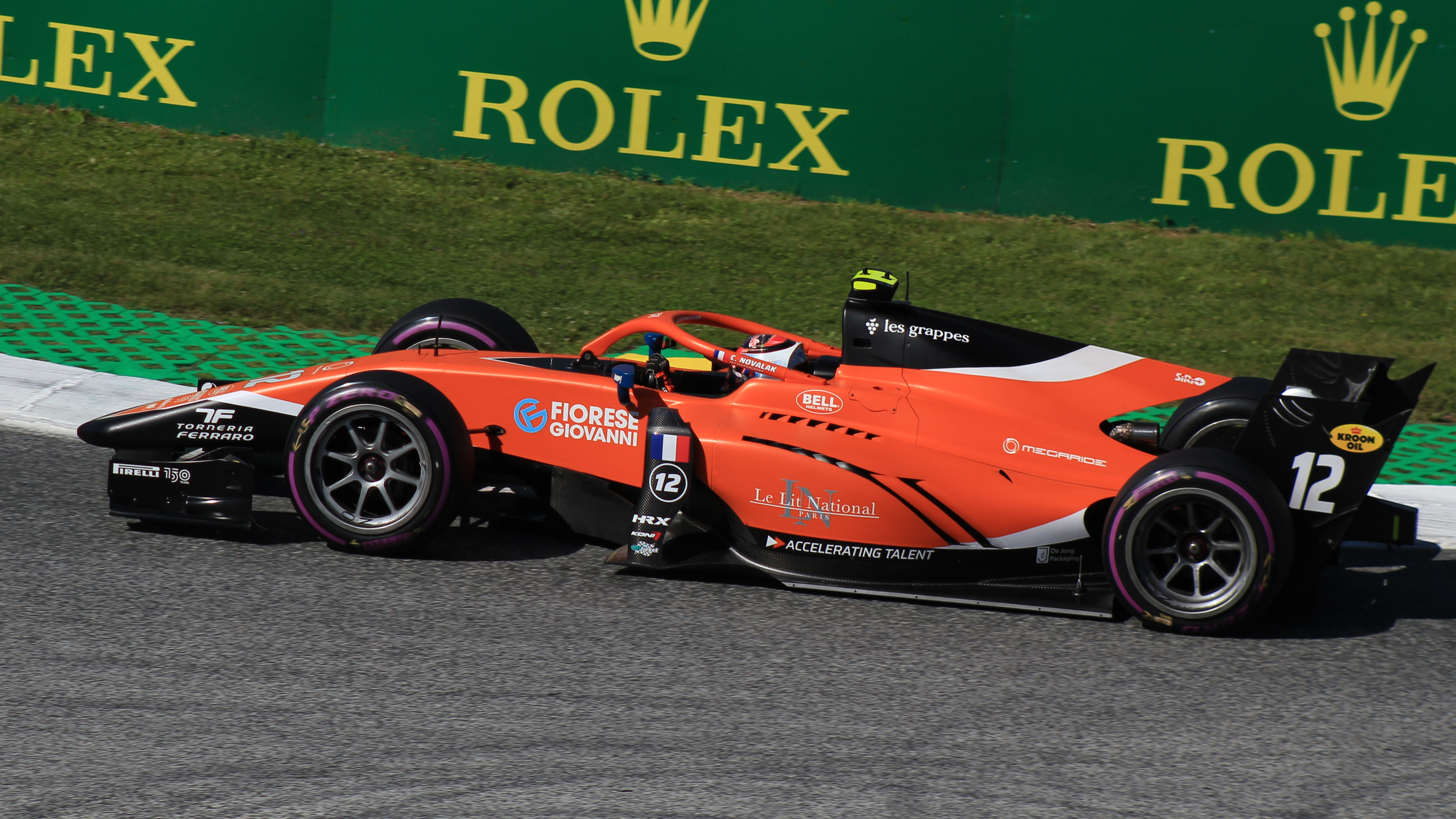
Novalak a 2022-es osztrák nagydíjon.

2021 novemberében az MP Motorsport bejelentette, hogy Novalak Lirim Zendeli helyén versenyzik a szezon utolsó két versenyhétvégéjén, és 2022-ben teljes évet fog teljesíteni velük. A 2022-es szezonban a partnere Felipe Drugovich lett. Az imolai fordulóig kellett várnia, hogy megszerezze első pontjait a kategóriában. Barcelonában az ötödik helyet szerezte meg a fő versenyen. A nyári szünet után érte el szezonbeli egyetlen dobogós helyezését, amikor a második helyen végzett a zandvoorti sprintversenyen. Szezonját a 14. helyen zárta a versenyzők tabelláján 40 egységgel, miközben csapattársa, Drugovich bajnoki címet szerzett.
A 2023-as szezonban visszatért a Trident Racinghez, ahhoz az olasz csapathoz, amellyel 2021-ben kiváló eredményeket ért el az F3-ban. Először csak a bakui sprintversenyen tudott pontot szerezni. A Red Bull Ringi sprintfutamon dobogóra állhatott ugyan, de miután ellenőrizték autóját, kizárták. A Zandvoortban rendezett fő versenyen jól tudta kihasználni a vegyes száraz-nedves körülményeket, és sikerült megnyernie első futamát a kategóriában. Egy fordulóval hamarabb fejezte be a szezonját, mivel a csapat úgy döntött, hogy meneszti és Paul Aronnal helyettesíti a szezonzáróra.

### Sportautózás
2023 novemberében részt vett a hosszútávú-világbajnokság (WEC) újonc tesztjén Bahreinben, az LMP2-es lengyel Inter Europol csapat színeiben. A következő hónapban bejelentették, hogy a csapattal 2024-ben részt vesz az európai Le Mans-széria teljes szezonjában, valamint 2024 januárjában debütál a Daytonai 24 órás versenyen is. Utóbbin egy nappal a rajt előtt a reggeli edzése során egy nem részletezett balesetben megsérült, így Pietro Fittipaldi állt rajthoz helyette.

## Eredményei

### Gokart
| Szezon | Bajnokság                                   | Csapat                    | Helyezés |
| ------ | ------------------------------------------- | ------------------------- | -------- |
| 2011   | Rhône-Alpes-i regionális bajnokság — Minime |                           | 13.      |
| 2011   | Bridgestone-kupa — Minime                   |                           | 23.      |
| 2011   | Francia bajnokság — Minime                  |                           | 64.      |
| 2012   | Oscar Petit-kupa — Minime                   |                           | 2.       |
| 2012   | PACAC regionális bajnokság — Minime         |                           | 10.      |
| 2012   | Rhône-Alpes-i regionális bajnokság — Minime |                           | 5.       |
| 2012   | Bridgestone-kupa — Minime                   |                           | 9.       |
| 2012   | Kart Mag-kupa                               |                           | 1.       |
| 2012   | Francia bajnokság — Minime                  |                           | 9.       |
| 2012   | Regionális bajnokság — Minime               |                           | 7.       |
| 2013   | Rotax téli-kupa — Rotax Junior              |                           | 30.      |
| 2013   | Oscar Petit-kupa — Nationale                |                           | 10.      |
| 2013   | Rotax Európa-bajnokság — Rotax Junior       |                           | 62.      |
| 2013   | Rotax Max francia-bajnokság — Cadet         |                           | 14.      |
| 2013   | Francia-kupa — Cadet                        |                           | 8.       |
| 2014   | Dél-Gardai téli-kupa — KFJ                  | Kosmic Racing Departement | 16.      |
| 2014   | WSK bajnokok-kupa — KFJ                     | Kosmic Racing Departement | 44.      |
| 2014   | WSK Super Master Series — KFJ               | Kosmic Racing Departement | 33.      |
| 2014   | CIK-FIA Európa-bajnokság — KFJ              | Kosmic Racing Departement | 39.      |
| 2014   | CIK-FIA-világbajnokság — KFJ                | Kosmic Racing Departement | 33.      |
| 2014   | WSK-világkupa — KFJ                         | Kosmic Racing Departement | 29.      |
| 2015   | WSK bajnokok-kupa — KFJ                     | Tony Kart Racing Team     | 8.       |
| 2015   | Dél-Gardai téli-kupa — KFJ                  | Tony Kart Racing Team     | 5.       |
| 2015   | WSK Super Master Series — KFJ               | Tony Kart Racing Team     | 1.       |
| 2015   | CIK-FIA Európa-bajnokság — KFJ              | Tony Kart Racing Team     | 5.       |
| 2015   | CIK-FIA-világbajnokság — KFJ                | Tony Kart Racing Team     | 2.       |
| 2015   | WSK-világkupa — KFJ                         | Tony Kart Racing Team     | 33.      |
| 2015   | SKUSA SuperNationals — Junior               | Team Koene USA            | 40.      |
| 2016   | WSK bajnokok-kupa — OK                      | Tony Kart Racing Team     | 31.      |
| 2016   | Dél-Gardai téli-kupa — OK                   | Tony Kart Racing Team     | 26.      |
| 2016   | WSK Super Master Series — OK                | Tony Kart Racing Team     | 6.       |
| 2016   | CIK-FIA Európa-bajnokság — OK               | Tony Kart Racing Team     | 8.       |
| 2016   | Német gokart-bajnokság — OK                 | Tony Kart Racing Team     | 4.       |
| 2016   | WSK-világkupa — OK                          | Tony Kart Racing Team     | 6.       |
| 2016   | CIK-FIA-világbajnokság — OK                 | Tony Kart Racing Team     | 15.      |
| 2016   | Kartmasters nagydíj — OK                    |                           | 2.       |
| 2017   | WSK bajnokok-kupa — OK                      | Tony Kart Racing Team     | 4.       |
| 2017   | Dél-Gardai téli-kupa — OK                   | Tony Kart Racing Team     | 7.       |
| 2017   | WSK Super Master Series — OK                | Tony Kart Racing Team     | 1.       |
| 2017   | CIK-FIA Európa-bajnokság — OK               | Tony Kart Racing Team     | 12.      |
| 2017   | CIK-FIA-világbajnokság — OK                 | Tony Kart Racing Team     | 20.      |
| 2017   | Svéd gokart-bajnokság — OK                  | Ward Racing               | 3.       |

### Karrier összefoglaló
| Szezon | Bajnokság                         | Csapat                    | Futam | Győzelem | Pole-pozíció | Leggyorsabb kör | Dobogós helyezés | Pont | Helyezés |
| ------ | --------------------------------- | ------------------------- | ----- | -------- | ------------ | --------------- | ---------------- | ---- | -------- |
| 2018   | Formula Renault Európa-kupa       | Josef Kaufmann Racing     | 17    | 0        | 0            | 0               | 0                | 0    | 23.      |
| 2018   | Formula Renault Észak-Európa-kupa | Josef Kaufmann Racing     | 6     | 0        | 0            | 0               | 0                | 0    | HN†      |
| 2018   | Brit Formula–3-bajnokság          | Carlin                    | 11    | 0        | 1            | 0               | 0                | 120  | 18       |
| 2018   | Toyota Racing Series              | Giles Motorsport          | 15    | 2        | 1            | 3               | 4                | 711  | 5.       |
| 2019   | Brit Formula–3-bajnokság          | Carlin                    | 24    | 2        | 2            | 1               | 8                | 505  | 1.       |
| 2020   | Formula–3                         | Carlin Buzz Racing        | 18    | 0        | 0            | 2               | 2                | 45   | 12.      |
| 2021   | Formula–3                         | Trident                   | 20    | 0        | 0            | 2               | 4                | 147  | 3.       |
| 2021   | Formula–2                         | MP Motorsport             | 6     | 0        | 0            | 0               | 0                | 0    | 28.      |
| 2022   | Formula–2                         | MP Motorsport             | 28    | 0        | 0            | 1               | 1                | 40   | 14.      |
| 2023   | Formula–2                         | Trident                   | 24    | 1        | 0            | 2               | 1                | 28   | 17.      |
| 2024   | Európai Le Mans-széria            | Inter Europol Competition | 6     | 0        | 0            | 0               | 1                | 47   | 7.       |

* A szezon jelenleg is zajlik.
† Mivel Novalak vendégversenyző volt, így nem szerezhetett bajnoki pontokat.

### Teljes Toyota Racing Series eredménysorozata
(Táblázat értelmezése)

(Félkövér: pole-pozícióból indult; dőlt: leggyorsabb kört futott) 

| Év   | Csapat           | 1       | 2        | 3       | 4       | 5       | 6       | 7       | 8       | 9       | 10       | 11       | 12       | 13      | 14    | 15      | Helyezés | Pont |
| ---- | ---------------- | ------- | -------- | ------- | ------- | ------- | ------- | ------- | ------- | ------- | -------- | -------- | -------- | ------- | ----- | ------- | -------- | ---- |
| 2018 | Giles Motorsport | RUA 1 4 | RUA 2 10 | RUA 3 6 | TER 1 4 | TER 2 5 | TER 3 1 | HMP 1 5 | HMP 2 1 | HMP 3 9 | TAU 1 10 | TAU 2 10 | TAU 3 Ki | MAN 1 3 | MAN 2 | MAN 3 6 | 5.       | 711  |

† A versenyt nem fejezte be, de helyezését értékelték, mert a versenytáv több, mint 90%-át teljesítette.

### Teljes Formula Renault Európa-kupa eredménysorozata
(Táblázat értelmezése)

(Félkövér: pole-pozícióból indult; dőlt: leggyorsabb kört futott) 

| Év   | Csapat                | 1        | 2        | 3        | 4        | 5        | 6        | 7        | 8        | 9        | 10       | 11    | 12    | 13       | 14       | 15       | 16       | 17       | 18       | 19       | 20       | Helyezés | Pont |
| ---- | --------------------- | -------- | -------- | -------- | -------- | -------- | -------- | -------- | -------- | -------- | -------- | ----- | ----- | -------- | -------- | -------- | -------- | -------- | -------- | -------- | -------- | -------- | ---- |
| 2018 | Josef Kaufmann Racing | LEC 1 15 | LEC 2 Ki | MNZ 1 16 | MNZ 2 Ki | SIL 1 12 | SIL 2 Ki | MON 1 25 | MON 2 22 | RBR 1 Ki | RBR 2 Ni | SPA 1 | SPA 2 | HUN 1 18 | HUN 2 22 | NÜR 1 14 | NÜR 2 16 | HOC 1 11 | HOC 2 22 | CAT 1 Ki | CAT 2 13 | 23.      | 0    |

† A versenyt nem fejezte be, de helyezését értékelték, mert a versenytáv több, mint 90%-át teljesítette.

### Teljes Brit Formula–3-as eredménysorozata
(Táblázat értelmezése)

(Félkövér: pole-pozícióból indult; dőlt: leggyorsabb kört futott) 

| Év   | Csapat | 1        | 2         | 3       | 4        | 5        | 6         | 7      | 8        | 9        | 10       | 11        | 12       | 13      | 14        | 15      | 16      | 17       | 18      | 19       | 20        | 21       | 22       | 23        | 24       | Helyezés | Pont |
| ---- | ------ | -------- | --------- | ------- | -------- | -------- | --------- | ------ | -------- | -------- | -------- | --------- | -------- | ------- | --------- | ------- | ------- | -------- | ------- | -------- | --------- | -------- | -------- | --------- | -------- | -------- | ---- |
| 2018 | Carlin | OUL 1 Ki | OUL 2 710 | OUL 3 4 | ROC 1 Ki | ROC 2 96 | ROC 3 Kiz | SNE 1  | SNE 2    | SNE 3    | SIL 1 4  | SIL 2 113 | SIL 3 6  | SPA 1   | SPA 2     | SPA 3   | BRH 1   | BRH 2    | BRH 3   | DON 1    | DON 2     | DON 3    | SIL 1 13 | SIL 2 4   | SIL 3 T  | 18.      | 120  |
| 2019 | Carlin | OUL 1    | OUL 2 67  | OUL 3 2 | SNE 1 2  | SNE 2 69 | SNE 3 2   | SIL1 1 | SIL1 2 9 | SIL1 3 6 | DON1 1 4 | DON1 2 47 | DON1 3 4 | SPA 1 4 | SPA 2 105 | SPA 3 2 | BRH 1 3 | BRH 2 95 | BRH 3 4 | SIL2 1 7 | SIL2 2 36 | SIL2 3 4 | DON2 1 4 | DON2 2 12 | DON2 3 6 | 1.       | 505  |

† A versenyt nem fejezte be, de helyezését értékelték, mert a versenytáv több, mint 90%-át teljesítette.

### Teljes FIA Formula–3-as eredménysorozata
(Táblázat értelmezése)

(Félkövér: pole-pozícióból indult; dőlt: leggyorsabb kört futott) 

| Év   | Csapat             | 1           | 2          | 3           | 4           | 5         | 6          | 7          | 8          | 9           | 10         | 11        | 12         | 13         | 14         | 15         | 16         | 17         | 18         | 19        | 20        | 21        | Helyezés | Pont |
| ---- | ------------------ | ----------- | ---------- | ----------- | ----------- | --------- | ---------- | ---------- | ---------- | ----------- | ---------- | --------- | ---------- | ---------- | ---------- | ---------- | ---------- | ---------- | ---------- | --------- | --------- | --------- | -------- | ---- |
| 2020 | Carlin Buzz Racing | AUT1 FEA 10 | AUT1 SPR 3 | AUT2 FEA 29 | AUT2 SPR 25 | HUN FEA 9 | HUN SPR 12 | GBR1 FEA 8 | GBR1 SPR 2 | GBR2 FEA 12 | GBR2 SPR 9 | ESP FEA 4 | ESP SPR 11 | BEL FEA Hn | BEL SPR 15 | ITA FEA 13 | ITA SPR Ki | MUG FEA 24 | MUG SPR 14 |           |           |           | 12.      | 45   |
| 2021 | Trident            | ESP SP1 2   | ESP SP2 4  | ESP FEA 6   | FRA SP1 5   | FRA SP2 6 | FRA FEA 5  | AUT SP1 Ki | AUT SP2 13 | AUT FEA Ki  | HUN SP1 4  | HUN SP2 8 | HUN FEA 5  | BEL SP1 7  | BEL SP2 5  | BEL FEA 5  | NED SP1 11 | NED SP2 2  | NED FEA 2  | RUS SP1 4 | RUS SP2 T | RUS FEA 3 | 3.       | 147  |

† A versenyt nem fejezte be, de helyezését értékelték, mert a versenytáv több, mint 90%-át teljesítette.

### Teljes FIA Formula–2-es eredménysorozata
(Táblázat értelmezése)

(Félkövér: pole-pozícióból indult; dőlt: leggyorsabb kört futott) 

| Év   | Csapat        | 1          | 2          | 3          | 4          | 5          | 6          | 7          | 8          | 9          | 10         | 11         | 12         | 13          | 14         | 15         | 16         | 17         | 18         | 19         | 20         | 21         | 22         | 23         | 24         | 25         | 26        | 27         | 28         | Helyezés | Pont |
| ---- | ------------- | ---------- | ---------- | ---------- | ---------- | ---------- | ---------- | ---------- | ---------- | ---------- | ---------- | ---------- | ---------- | ----------- | ---------- | ---------- | ---------- | ---------- | ---------- | ---------- | ---------- | ---------- | ---------- | ---------- | ---------- | ---------- | --------- | ---------- | ---------- | -------- | ---- |
| 2021 | MP Motorsport | BHR SP1    | BHR SP2    | BHR FEA    | MON SP1    | MON SP2    | MON FEA    | AZE SP1    | AZE SP2    | AZE FEA    | GBR SP1    | GBR SP2    | GBR FEA    | ITA SP1     | ITA SP2    | ITA FEA    | RUS SP1    | RUS SP2    | RUS FEA    | KSA SP1 14 | KSA SP2 Ki | KSA FEA 19 | UAE SP1 17 | UAE SP2 14 | UAE FEA 14 |            |           |            |            | 28.      | 0    |
| 2022 | MP Motorsport | BHR SPR 18 | BHR FEA Ki | KSA SPR 11 | KSA FEA 14 | IMO SPR 19 | IMO FEA 4  | ESP SPR 14 | ESP FEA 5  | MON SPR Ki | MON FEA Ki | AZE SPR 14 | AZE FEA Ki | GBR SPR 13  | GBR FEA 13 | AUT SPR 15 | AUT FEA 17 | FRA SPR 17 | FRA FEA 8  | HUN SPR 20 | HUN FEA 12 | BEL SPR 17 | BEL FEA 9  | NED SPR 2  | NED FEA Ki | ITA SPR Ki | ITA FEA 8 | UAE SPR 14 | UAE FEA 12 | 14.      | 40   |
| 2023 | Trident       | BHR SPR 16 | BHR FEA 13 | KSA SPR 15 | KSA FEA 16 | AUS SPR 11 | AUS FEA 11 | AZE SPR 7  | AZE FEA 16 | MON SPR 17 | MON FEA 17 | ESP SPR 11 | ESP FEA 21 | AUT SPR Kiz | AUT FEA 13 | GBR SPR 17 | GBR FEA 12 | HUN SPR Ki | HUN FEA Ki | BEL SPR 17 | BEL FEA 13 | NED SPR 8^ | NED FEA 1  | ITA SPR 10 | ITA FEA Ki | UAE SPR    | UAE FEA   |            |            | 17.      | 28   |

† A versenyt nem fejezte be, de helyezését értékelték, mert a versenytáv több, mint 90%-át teljesítette.
^ A versenyt kevesebb, mint 2 kör után félbeszakították, így nem osztottak pontokat.

### Teljes Európai Le Mans-széria eredménysorozata
(Táblázat értelmezése)

(Félkövér: pole-pozícióból indult; dőlt: leggyorsabb kört futott) 

| Év   | Csapat                    | Osztály | Autó     | 1     | 2      | 3     | 4     | 5     | 6     | Helyezés | Pont |
| ---- | ------------------------- | ------- | -------- | ----- | ------ | ----- | ----- | ----- | ----- | -------- | ---- |
| 2024 | Inter Europol Competition | LMP2    | Oreca 07 | CAT 8 | LEC Ki | IMO 7 | SPA 4 | MUG 3 | ALG 5 | 7.       | 47   |

### Le Mans-i 24 órás autóverseny
| Év   | Csapat                    | Csapattárs                          | Autó           | Kategória | Kör | Összetett Helyezés | Kategória Helyezés |
| ---- | ------------------------- | ----------------------------------- | -------------- | --------- | --- | ------------------ | ------------------ |
| 2024 | Inter Europol Competition | Vlagyiszlav Lomko Jakub Śmiechowski | Oreca 07-ibson | LMP2      | 297 | 16.                | 2.                 |

### Daytonai 24 órás autóverseny
| Év   | Csapat                         | Csapattárs                                 | Autó            | Kategória | Kör           | Összetett Helyezés | Kategória Helyezés |
| ---- | ------------------------------ | ------------------------------------------ | --------------- | --------- | ------------- | ------------------ | ------------------ |
| 2024 | Inter Europol by PR1/Mathiasen | Nick Boulle Tom Dillmann Jakub Śmiechowski | Oreca 07-Gibson | LMP2      | Nem indult[A] | Nem indult[A]      | Nem indult[A]      |